# Rapická hora
Rapická hora (německy Raplitz) je vrchol v Jizerských horách dosahující nadmořské výšky 708 m n. m. Nachází se asi 3 kilometry východně od Nového Města pod Smrkem, u hranic České republiky a Polska.

## Těžba
V Rapické hoře i v Měděnci probíhala od 16. století těžba kasiteritu – horniny obsahující cín. Dodnes se dochovaly zbytky štol, jež byly částečně zasypány a zaplaveny. Pojmenování hory je odvozeno od Hanse Rapperta z Tyrolska, jednoho z havířů, kteří v místních dolech pracovali.